# Marko Špica
Marko Špica (Servisch: Марко Шпица) (Novi Sad, 9 juni 1986) is een Hongaars-Servisch voormalig basketballer.

## Carrière
Špica speelde in de jeugd van KK Beovuk 72 en speelde ook twee seizoen voor de eerste ploeg. Daarna speelde hij collegebasketbal voor de Central Michigan Chippewas van 2006 tot 2010. Hij werd niet gekozen in de draft dat jaar en tekende bij KK Superfund in Servië. Hij verhuisde in 2010 nog naar KK Radnički waar hij de rest van het seizoen speelde. In 2011 maakte hij de overstap naar het Sloveense KK Maribor. 
In het seizoen 2012/13 speelde hij voor het Hongaarse Kaposvári KK. Hij tekende in 2013 voor het Belgische Antwerp Giants en keerde in 2014 terug naar Kaposvári KK al had hij eerst getekend bij KTE-Duna Aszfalt. Hij speelde twee seizoenen voor de club en ging spelen voor reeksgenoot Soproni KC. Hij speelde van 2017 tot 2019 nog twee seizoenen voor Kaposvári KK voordat hij stopte met spelen door een rugblessure.
In 2015 ontving hij de Hongaarse nationaliteit.